# Elektrum
Elektrum je prirodna legura srebra i zlata, no proizvođena je i namernim stapanjem komponenti. Najčešće je u slitini prisutna i mala količina bakra. Stari su je Grci nazivali belim zlatom odnosno zlatom, za razliku od rafiniranog, čistog zlata. Količina zlata u leguri može znatno varirati, tako npr. zapadnoanatolski novac sadrži 70—90% spomenutog, dok lidijski novac sadrži samo 45—55% zlata. Legura je bledožute do žuto-bele boje.

## Istorija
Elektrum se prvi puta spominje u starom Egiptu,u vreme faraona Sahure.Također ga spominje i Plinije Stariji u svom delu Naturalis Historia.
Barem ga se tri puta spominje i u Bibliji, u opisu vizija proroka Ezekiela. Reč se javlja i u sumerskim tekstovima.Smatra se da je prvi puta korišten oko 600 godine pre Hrista,u Lidiji,za vladavine Aliatesa II.
Za izradu kovanog novca elektrum je znatno podesniji od čistog zlata.Sadržaj zlata varira od 75-90% kod zapadno anatolskog novca,do 45—55% kod lidijskog novca. Negde oko 350 pre Hrista prestaje ga se koristiti u ove namene.

## Dodatna literatura
Selwyn, L. Metals and Corrosion — A Handbook for Conservation Professional, Ottawa 2004.

## Spoljašnje veze
- Electrum lion coins of the ancient Lydians (about 600BC) Архивирано на веб-сајту  (1. септембар 2021)
- An image of the obverse of a Lydian coin made of electrum